# Anisia stolida
Anisia stolida är en tvåvingeart som beskrevs av Wulp 1890. Anisia stolida ingår i släktet Anisia och familjen parasitflugor. Inga underarter finns listade i Catalogue of Life.